# 市川市立国分小学校
市川市立国分小学校（いちかわしりつ こくぶんしょうがっこう）は、千葉県市川市東国分にある公立小学校。

## 沿革

### 略歴
1873年（明治6年）に千葉縣東葛飾郡菅野村（現在の千葉県市川市菅野）に創立後、すぐに千葉縣東葛飾郡國分村（現在の千葉県市川市国分）の宝珠院内に移転する。1888年（明治21年）に国分尋常小学校に改称、1908年（明治41年）に曽谷尋常小学校を合併し、1926年（昭和2年）に千葉県東葛飾郡市川町曽谷下り松一五二九番地（現在の所在地）に移転する。
その後、学校制度の変遷、市制施行、学制改革に伴う名称変更を経て現在に至る。

### 年表
- 1873年 - 3月、菅野村石渡七左衛門居宅に公立小学校を仮設[2]
- 1873年 - 6月、国分村宝珠院内に国分小学校を仮設（児童数28人）[3]
- 1882年 - 生徒数57名（男子48名、女子9名）
- 1888年 - 1月、国分尋常小学校に改称、新築校舎上棟式[4]
- 1894年 - 生徒数77名（男子56名、女子21名）[4]
- 1897年 - 8月18日、新築工事落成[5]、移転（国分村1745番地）[6]
- 1903年 - 生徒数171名（男子80名、女子91名）[5]
- 1904年 - 生徒数259名（男子136名、女子123名）[5]
- 1908年 - 曽谷尋常小学校を国分尋常小学校に合併、曽谷に分教場を置いた[7]
- 1909年 - 児童数増加により、藤城重昌居宅を仮教室に、また1・2年生を午前・午後の二部授業とする[5]
- 1910年 - 日枝神社を仮教室にした。同年、北台に校舎を新築（国分村1715番地[8]）、7月24日に落成式、同年、高等科の設置が認められ、国分尋常高等小学校に改称[5]
- 1913年 - 2月、電話が開通[5]
- 1917年 - 5月、本校舎の改築工事を開始、同10月、日枝神社から落成した校舎に移転[9]
- 1923年 - 9月、関東大震災の避難者437名を収容[10]
- 1926年 - 12月、現在地[11]に新築校舎が完成、移転
- 1928年 - 3月21日、校舎の落成開校式を挙行（大正天皇の崩御により延期されていた）[4]
- 1930年 - 12月、県主催体操研究会を開催[12]
- 1934年 - 11月、市川市立国分小学校に改称[13]
- 1935年 - 9月、講堂の工事を開始[5]
- 1936年 - 1月、講堂の落成式を挙行[5]
- 1937年 - 2月、縄とび講習会を開催[14]
- 1938年 - 文部大臣、厚生大臣より体操優良校として表彰[15]、同6月、東西校舎の上棟式、同8月に竣工
- 1941年 - 4月、国民学校令が公布され、4月1日に市川市立国分国民学校に改称[16]
- 1942年 - 6月、第69回創立記念式典を挙行、同12月、母の会が発足
- 1944年 - 児童数545名（男子259名、女子286名）[17]
- 1945年 - 12月、農業祭を開催[18]
- 1946年 - 3月31日、市川市立国分小学校に改称（児童数722名）、同年9月、学校給食実施[19]
- 1947年 - 2月、父兄会（PTA）ができる[20]
- 1951年 - 学校図書館を開設[5]
- 1953年 - 創立80周年、10月15日、記念式典挙行[5]
- 1954年 - 給食室が完成
- 1959年 - 校歌制定、3月19日、校歌発表会[4]
- 1961年 - 給食室を改築[4]
- 1963年 - 6月1日、創立90周年、10月、校舎落成[5]
- 1964年 - 2月16・17日、創立90年記念式典挙行[4]
- 1968年 - 8月、プール落成[4]
- 1969年 - 生徒数985名[4]
- 1970年 - 生徒数1277名[4]
- 1971年 - 増築校舎が完成（鉄筋4階8教室）
- 1972年 - 中国分小・曽谷小を本校より分離[21]、曽谷小は1年間本校に同居（生徒数1539人）
- 1973年 - 6月、創立100周年（生徒数538名）[5]
- 1974年 - 3月5日、創立100周年記念式典を挙行、4月、体育館の落成式、10月、筋力コンビネーションが完成[4]
- 1976年 - 4月5日、特別支援学級「つくし学級」を開設[4]、土俵が完成
- 1977年 - 校章を制定
- 1978年 - 11月、わんぱく山を新設[4]
- 1980年 - 国分コミュニティスクールが発足、10月25日、第1回国分まつり[4]
- 1981年 - 10月23日、台風24号水害のため校舎が床下浸水し休校[4]
- 1982年 - 9月18日、台風19号で校庭が冠水[4]
- 1982年 - 11月18日、創立110周年記念式典が挙行され、校歌碑を設置（児童数488人）
- 1985年 - 新プールが完成
- 1987年 - 文部省指定勤労生産学習公開研究会開催
- 1988年 - ともだち給食開始
- 1993年 - 創立120周年記念式典挙行・じゃぶじゃぶ池新設
- 2000年 - 給食調理業務を民間委託
- 2002年 - コンピューター室改修、冷暖房完備
- 2003年 - 創立130周年記念式典挙行（児童数409人）
- 2007年 - 新体育館が完成
- 2013年 - 仮設校舎の使用開始。旧校舎取り壊し（児童数307人）、同年、創立140周年記念式典挙行
- 2014年 - 新校舎が完成
- 2018年 - 第二校舎のトイレを改修
- 2020年 - 体育館の空調設備が完成
- 2023年 - 9月14日、創立150周年記念式典挙行

## 校章
1977年に制定。下総国分寺の鐙瓦（あぶみがわら）を象ったもので、宝相華文（ほうそうげもん）となっている。

下総国分寺の鐙瓦が元となっている

## 校歌
作詞者は清水みのる、作曲者は飯田信夫

## 学校行事
| - 4月 入学式、ワクワク活動顔合わせ - 5月 全校歩き遠足、運動会、さつまいもの苗植え - 6月 市内すもう大会、キッザニア体験学習（6年） | - 7月 ワクワクじゃんけん大会、グリーンスクール（4年） - 8月 市内水泳大会 - 9月 アンデルセン公園遠足（1年）、修学旅行（6年） | - 10月 前期終業式、千葉動物公園遠足（2年）、市内めぐり（3年）、市内陸上大会、国分フェスティバル、さつまいもほり、音楽集会 - 11月 市内音楽会、つくし合同学習発表会、佐原見学（4年）、さつま汁作り、友だち給食 - 12月 工場見学（5年） | - 1月 ホワイトスクール（5年） - 2月 都内見学（6年）、友だち給食、卒業おめでとうの会 - 3月 卒業式、修了式 |

（2013年度）

## 通学区域
市川市国分1～3丁目、国分4丁目7～22番、国分5丁目、国分6丁目1～12番、14～16番、東国分1～2丁目

## 進学先中学校
- 市川市立第二中学校
- 市川市立東国分中学校

## 学区 / 校区内の主な施設
- 下総国分寺
- 下総国分尼寺跡
- 道の駅いちかわ
- 里見公園
- 須和田公園
- 宝珠院（千葉県市川市）
- 日枝神社（千葉県市川市）
- 六所神社（千葉県市川市）
- 堀之内貝塚
- 曾谷貝塚
- 市川歴史博物館
- 郭沫若記念館
- 市川北インターチェンジ
- 京成本線
  - 市川真間駅
- 東日本旅客鉄道
  - 市川駅
- 北総鉄道北総線
  - 北国分駅
- 千葉商科大学
- 和洋女子大学
- 千葉県立国分高等学校
- 千葉県立市川昴高等学校
- 千葉商科大学付属高等学校
- 市川市立第二中学校
- 市川市立東国分中学校
- 市川市立曽谷小学校
- 市川市立稲越小学校
- 市川市立中国分小学校
- 市川市立百合台小学校
- 市川市立真間小学校
- 市川市立菅野小学校
- 市川東学院三愛幼稚園
- いなほ幼稚園
- アンデルセン幼稚園
- 曽谷公民館
- 東京歯科大学市川総合病院
- 国立国際医療研究センター国府台病院
- 江戸川
- 国分川
- 春木川
- 真間川
- 国分川調整池
- じゅんさい池緑地

## 交通
- JR総武線市川駅よりバス15分（京成バス市41〜市45系統「国分」バス停下車　徒歩1分）

## 関係者

### 出身者
- 島川俊郎（プロサッカー選手）
- にしおかすみこ（お笑いタレント）